# Søndre Køge
Søndre Køge er en bydel i Køge på Østsjælland.
|  | Denne artikel om lokaliteten Søndre Køge kan blive bedre, hvis der indsættes et (bedre) billede. Du kan hjælpe ved at afsøge Wikimedia Commons for et passende billede eller lægge et op på Wikimedia Commons med en af de tilladte licenser og indsætte det i artiklen. |

55°27′5.07″N 12°10′36.32″Ø / 55.4514083°N 12.1767556°Ø